# Suchoi-Flug 36801
Der Suchoi-Flug 36801 war ein mit einem Suchoi Superjet 100 (Luftfahrzeugkennzeichen: 97004) durchgeführter Demonstrationsflug des russischen Flugzeugbauers Suchoi, der am 9. Mai 2012 mit 45 Insassen am Hang des Vulkans Salak in der indonesischen Provinz Jawa Barat zerschellte. Hierbei kamen alle Personen an Bord ums Leben.

## Flugzeug
Der Suchoi Superjet 100-95 hatte seit seinem Erstflug am 25. Juli 2009 knapp 850 Flugstunden in über 500 Flügen absolviert. Bis zum Unfallzeitpunkt waren keine Probleme bekannt.

## Hintergrund
Der Hersteller Suchoi wollte im Zuge der Welcome-Asia-Promotiontour in sechs Ländern Demonstrationsflüge durchführen. Jakarta in Indonesien war die vierte Station dieser Tour, die in Kasachstan (Astana) auf der Wehrtechnikmesse KADEX 2012 begann und über Pakistan (Karatschi) und Myanmar (Naypyidaw) nach Indonesien führte. Es waren zwei weitere Stationen in Laos (Vientiane) und Vietnam (Hanoi) geplant. Der Superjet-100 mit dem Kennzeichen 97004 übernahm die Tour am 6. Mai 2012 in Pakistan, nachdem das Vorwarnsystem der Maschine mit dem Kennzeichen 97005, welche die Tour angefangen hatte, während des Flugs nach Karatschi mögliche technische Probleme bei einem der Triebwerke gemeldet hatte.

## Flugverlauf

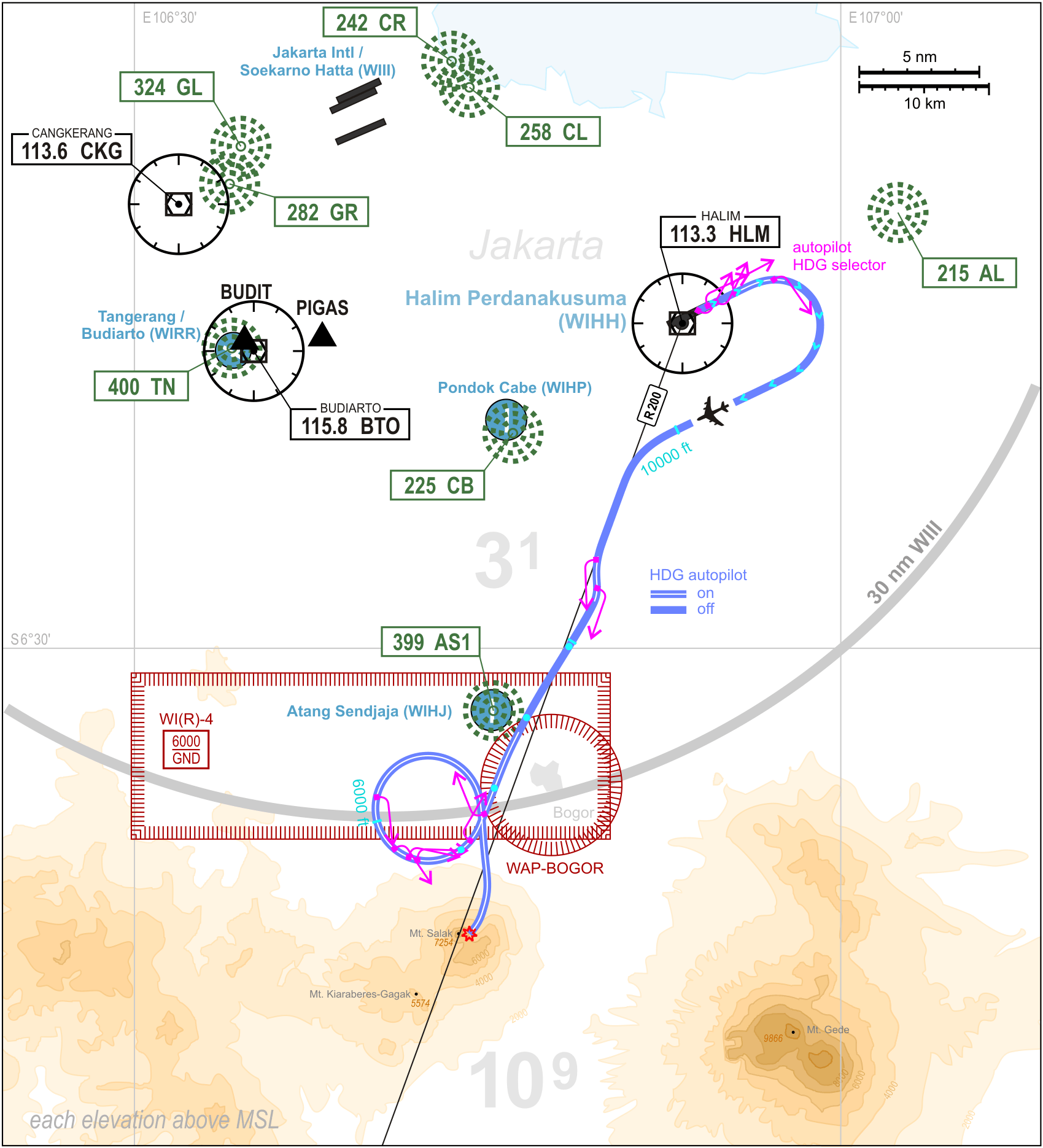

Anfang August 2012 veröffentlichte die indonesische Untersuchungsbehörde einen ersten Zwischenbericht mit den bis zu diesem Zeitpunkt bekannten Tatsachen. Darin wird unter anderem folgender Flugverlauf festgehalten:
- Der Unfallflug war der zweite Demonstrationsflug des Tages. Er wurde unter einem IFR-Flugplan durchgeführt.
- Der Start am Halim Perdanakusuma International Airport erfolgte am 9. Mai 2012 um 14:21 Uhr Ortszeit (7:21 Uhr UTC). Nach dem Start stieg das Flugzeug auf 10.000 Fuß.
- Um 14:26 Uhr erbaten die Piloten vom Fluglotsen die Freigabe, auf 6000 Fuß sinken zu dürfen. Der Fluglotse verlangte eine Wiederholung des Begehrens, worauf die Piloten nochmals die Freigabe für ein Absinken auf 6000 Fuß verlangten. Daraufhin erteilte der Fluglotse die verlangte Freigabe.
- Um 14:28 Uhr erbaten die Piloten die Freigabe für einen Vollkreis nach rechts. Dies wurde vom Lotsen bewilligt. Zu diesem Zeitpunkt befand sich das Flugzeug im Trainingsraum des Luftwaffenstützpunktes Atang Sanjaya. Das Flugzeug verließ nach Beendigung des Kreises die Flugbahn, ohne dass dies von den Piloten bemerkt wurde, da diese einem Passagier das Geländewarnsystem erklärten; das Flugzeug flog Richtung Vulkan Salak.
- Um 14:50 Uhr verschwand das Flugzeug vom Radarschirm des Lotsen.

Das Wrack wurde am 10. Mai um 08:35 Uhr Ortszeit gefunden. Es lag in rund 6000 Fuß Höhe an einem praktisch senkrecht abfallenden Berghang. Die Sicherheitsflughöhe beträgt in diesem Gebiet 6900 Fuß.
Das Wetter war zum Unfallzeitpunkt dunstig, mit einer Sichtweite von 4 bis 5 km und leichter bis mittlerer Bewölkung.

## Opfer
Aufgrund widriger Wetter- und Sichtbedingungen konnten die Suchaktionen der indonesischen Hilfskräfte erst am Morgen des 10. Mai 2012 in vollem Umfang beginnen. Ein Sprecher der indonesischen Vertretung des Flugzeugherstellers Suchoi teilte mit, es habe keine Überlebenden gegeben, was später von den Rettungskräften bestätigt wurde. 
Da der Superjet 100-95 zu einem Demonstrationsflug gestartet war, befanden sich unter den 45 Opfern neben dem Kommandanten Alexander Jablonzew, dem Kopiloten Alexander Kotschetkow und den Flugbegleitern und Entwicklungsingenieuren auch Führungskräfte von Suchoi (darunter der Verkaufschef Jewgeni Grebenschikow) und anderen Unternehmen. Neben Indonesiern waren acht Russen, ein Franzose und ein US-Bürger an Bord der Maschine.

## Untersuchung

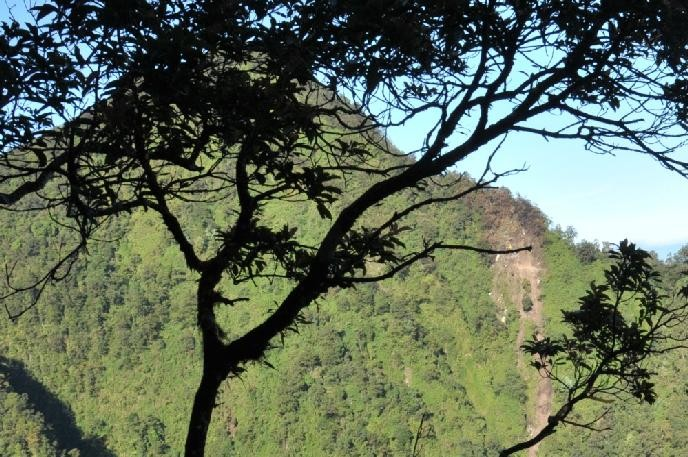
Bergflanke mit der Unfallstelle (rechts)

Die Suche nach dem Flugschreiber des verunglückten Flugzeugs gestaltete sich aufgrund des äußerst unwegsamen Geländes sehr schwierig. In den Abendstunden des 15. Mai 2012 konnten Spezialkräfte der indonesischen Armee Teile hiervon in einer 500 m tiefen Schlucht finden und anschließend bergen. Der zuerst aufgefundene Teil des Flugschreibers enthielt nur den Stimmenrekorder, so dass weiter nach dem Flugdatenschreiber gesucht werden musste. Am 30. Mai 2012 fanden indonesische Suchtrupps auch den Flugdatenschreiber in der Nähe der Unfallstelle.
Russland und Indonesien einigten sich darauf, die Untersuchung und Auswertung der Flugschreiber in Indonesien durchzuführen und die dazu notwendigen Gerätschaften – sofern vor Ort nicht bereits vorhanden – dorthin zu bringen.
Erste Auswertungen der Aufzeichnungen des Stimmenrecorders zwei Wochen nach dem Unfall ergaben, dass das Geländewarnsystem der Maschine funktionstüchtig war. Weiterhin lieferten sie keine Hinweise auf eine Fehlfunktion anderer technischer Komponenten. Die im Dezember 2012 veröffentlichten endgültigen Untersuchungsergebnisse bestätigten, dass die Unfallursache ausschließlich auf menschliches Versagen, sowohl im Cockpit als auch bei der Flugsicherung, zurückzuführen ist.
Dem Abschlussbericht zufolge ertönten ab 38 Sekunden vor dem Aufschlag Warnungen des Geländewarnsystems, die der Kommandant aber in der irrigen Annahme, dass das Gelände eben sei, ignorierte. Schließlich schaltete er das Warnsystem mit dem Kommentar ab, dass es sich vielleicht um einen Fehler in der Datenbank handle. 7 Sekunden vor dem Aufschlag ertönte eine letzte Warnung, dass das Fahrgestell nicht ausgefahren sei.
Eine Nachstellung im Flugsimulator soll ergeben haben, dass es bis zu 24 Sekunden nach der ersten Geländewarnung noch möglich gewesen wäre, durch geeignete Handlungen (Steigen, Abdrehen) der Gefahr zu entgehen.